# Gran Premio de Bélgica de Motociclismo de 1974
El Gran Premio de Bélgica de Motociclismo de 1974 fue la séptima prueba de la temporada 1974 del Campeonato Mundial de Motociclismo. El Gran Premio se disputó el 7 de julio de 1974 en el Circuito de Spa.

## Resultados 500cc
En la categoría reina, la nueva versión de la YZR 500 de Giacomo Agostini se convirtió en una gran decepción. No tuvo oportunidad contra Phil Read (también con su nueva MV Agusta). Ya en la primera vuelta, Read tenía una ventaja de 7.5 segundos sobre Barry Sheene, quien llegó 1 segundo por delante de Agostini. Después de dos vueltas, la ventaja de Read ya era de 20 segundos. La ventaja de Read era cada vez más grande, pero Sheene también logró separarse cada vez más de Agostini. Sin embargo, Sheene se retiró, por lo que Agostini aún pudo ser segundo. Hubo una feroz lucha por el tercer lugar, una batalla que ganó Dieter Braun a expensas de Patrick Pons.
| Pos.    | Piloto               | Moto            | Tiempo     | Pts. |
| ------- | -------------------- | --------------- | ---------- | ---- |
| 1       | Phil Read            | MV Agusta       | 47' 47" 7  | 15   |
| 2       | Giacomo Agostini     | Yamaha          | +1' 12" 2  | 12   |
| 3       | Dieter Braun         | Yamaha          | +1' 16" 2  | 10   |
| 4       | Patrick Pons         | Yamaha          | +1' 16" 4  | 8    |
| 5       | Jack Findlay         | Suzuki          | +1' 38" 8  | 6    |
| 6       | Michel Rougerie      | Harley-Davidson | +2' 26" 4  | 5    |
| 7       | John Williams        | Yamaha          | +2' 42" 6  | 4    |
| 8       | Christian Léon       | Kawasaki        | +2' 56" 5  | 3    |
| 9       | Paul Eickelberg      | König           | +4' 53" 3  | 2    |
| 10      | Gianfranco Bonera    | MV Agusta       | +5' 14" 2  | 1    |
| 11      | Olivier Chevallier   | Yamaha          | +1 Vuelta  |      |
| 12      | Bernard Fau          | Yamaha          | +1 Vuelta  |      |
| 13      | Bosse Granath        | Husqvarna       | +1 Vuelta  |      |
| 14      | François Hollebecq   | Yamaha          | +1 Vuelta  |      |
| 15      | Charles Nies         | Yamaha          | +1 Vuelta  |      |
| 16      | Nico van der Zanden  | Yamaha          | +1 Vuelta  |      |
| 17      | John Weeden          | Yamaha          | +1 Vuelta  |      |
| 18      | Billie Nelson        | Yamaha          | +1 Vuelta  |      |
| 19      | Pentti Korhonen      | Yamaha          | +2 Vueltas |      |
| Ret     | Teuvo Länsivuori     | Yamaha          | Ret        |      |
| Ret     | John Dodds           | Yamaha          | Ret        |      |
| Ret     | Reinhard Hiller      | König           | Ret        |      |
| Ret     | Hervé Regout         | Yamaha          | Ret        |      |
| Ret     | Barry Sheene         | Suzuki          | Ret        |      |
| Ret     | Víctor Palomo        | Yamaha          | Ret        |      |
| Ret     | Werner Giger         | Yamaha          | Ret        |      |
| Ret     | Ernst Hiller         | König           | Ret        |      |
| Ret     | Gary Nixon           | Suzuki          | Ret        |      |
| Ret     | Pierre Bosch         | Yamaha          | Ret        |      |
| Ret     | Alex George          | Yamaha          | Ret        |      |
| Ret     | Karl Auer            | Yamaha          | Ret        |      |
| Ret     | Philippe Chaltin     | Yamaha          | Ret        |      |
| Ret     | Charlie Williams     | Yamaha          | Ret        |      |
| Ret     | Chas Mortimer        | Yamaha          | Ret        |      |
| Ret     | Jean-Claude Meilland | Yamaha          | Ret        |      |
| Ret     | Horst Lahfeld        | König           | Ret        |      |
| Ret     | Tom Herron           | Yamaha          | Ret        |      |
| Ret     | Gérard Choukroun     | Yamaha          | Ret        |      |
| Fuente: |                      |                 |            |      |

## Resultados 250cc
La carrera de 250 cc en Bélgica fue emocionante de principio a fin. Inicialmente la lucha estuvo entre cinco pilotos: Takazumi Katayama, quien había sido tres segundos más rápido que el resto en los entrenamientos, John Dodds, Dieter Braun, Kent Andersson y Michel Rougerie. Rougerie tuvo problemas debido a una mezcla de gasolina demasiado rica de su Harley-Davidson y tuvo que abandonar, pero los otros cuatro lucharon hasta el final. Andersson ganó, Braun fue segundo, Katayama tercero y Dodds cuarto, pero terminaron en una menos de un segundo de diferencia.
| Pos. | Piloto              | Moto            | Tiempo     | Pts. |
| ---- | ------------------- | --------------- | ---------- | ---- |
| 1    | Kent Andersson      | Yamaha          | 37' 59" 60 | 15   |
| 2    | Dieter Braun        | Yamaha          | +0" 02     | 12   |
| 3    | Takazumi Katayama   | Yamaha          | +0" 05     | 10   |
| 4    | John Dodds          | Yamaha          | +0" 07     | 8    |
| 5    | Michel Rougerie     | Harley-Davidson | +31" 9     | 6    |
| 6    | Walter Villa        | Harley-Davidson | +32" 1     | 5    |
| 7    | Patrick Pons        | Yamaha          | +46" 8     | 4    |
| 8    | Tom Herron          | Yamaha          | +1' 08" 5  | 3    |
| 9    | John Williams       | Yamaha          | +1' 08" 8  | 2    |
| 10   | Pentti Korhonen     | Yamaha          | +1' 09" 1  | 1    |
| 11   | Paolo Pileri        | Yamaha          | +1' 10" 1  |      |
| 12   | Gérard Choukroun    | Yamaha          | +1' 37" 1  |      |
| 13   | Charlie Williams    | Maxton-Yamaha   | +1' 41" 9  |      |
| 14   | John Weeden         | Yamaha          | +1' 45" 8  |      |
| 15   | Olivier Chevallier  | Yamaha          | +1' 46" 6  |      |
| 16   | Bernard Fau         | Yamaha          | +1' 47" 8  |      |
| 17   | Rolf Minhoff        | Maico           | +1' 48" 0  |      |
| 18   | Billie Nelson       | Yamaha          | +1' 54" 9  |      |
| 19   | Horst Lahfeld       | Yamaha          |            |      |
| 20   | Tapio Virtanen      | Yamaha          |            |      |
| 21   | Werner Giger        | Yamaha          |            |      |
| 22   | Bo Granath          | Yamaha          |            |      |
| 23   | Francis Hollebecq   | Yamaha          |            |      |
| 24   | Alex George         | Yamaha          |            |      |
| 25   | Patrick Fernandez   | Yamaha          |            |      |
| 26   | Boet van Dulmen     | MZ              |            |      |
| 27   | Helmut Kassner      | Yamaha          |            |      |
| 28   | Nico van der Zanden | Yamaha          |            |      |
| 29   | Florent Vervood     | Yamaha          |            |      |
| Ret  | Bruno Kneubühler    | Yamaha          | Ret        |      |
| Ret  | Chas Mortimer       | Yamaha          | Ret        |      |
| Ret  | Thierry Tchernine   | Yamaha          | Ret        |      |
| Ret  | Stefan Dörflinger   | Yamaha          | Ret        |      |
| Ret  | Victor Palomo       | Yamaha          | Ret        |      |

## Resultados 125cc
En 125cc, un grupo líder ya se formó en la primera vuelta con Ángel Nieto, Bruno Kneubühler y Kent Andersson. Se quedaron juntos hasta el final, cambiando posiciones regularmente. En la última vuelta, Nieto logró colarse entre Andersson y Kneubühler. En la curva cerrada de La Source, movió su máquina junto a la de Andersson, lo que lo obligó a salir. Como resultado, Nieto ganó con una ventaja de 0.6 segundos.
| Pos. | Piloto                 | Moto        | Tiempo    | Pts. |
| ---- | ---------------------- | ----------- | --------- | ---- |
| 1    | Ángel Nieto            | Derbi       | 36' 33" 5 | 15   |
| 2    | Kent Andersson         | Yamaha      | +0" 6     | 12   |
| 3    | Bruno Kneubühler       | Yamaha      | +0" 8     | 10   |
| 4    | Harald Bartol          | Suzuki      | +1' 24" 6 | 8    |
| 5    | Otello Buscherini      | Malanca     | +2' 19" 5 | 6    |
| 6    | Eugenio Lazzarini      | Piovaticci  | +2' 27" 8 | 5    |
| 7    | Gert Bender            | Bender      | +3' 33" 3 | 4    |
| 8    | Horst Seel             | Maico       | +3' 46" 3 | 3    |
| 9    | Rudolf Weiss           | Maico       | +4' 00" 5 | 2    |
| 10   | José Lazo              | MZ          | +4' 01" 0 | 1    |
| 11   | Matti Salonen          | Yamaha      |           |      |
| 12   | Thierry Tchernine      | Yamaha      |           |      |
| 13   | Benjamin Laurent       | Yamaha      |           |      |
| 14   | Werner Rubel           | Maico       |           |      |
| 15   | Jean-Louis Guignabodet | Yamaha      |           |      |
| 16   | Jan Huberts            | MZ          |           |      |
| 17   | Manuel Arias           | MZ          |           |      |
| 18   | Hans-Jürgen Hummel     | Yamaha      |           |      |
| 19   | Pierre Dumont          | Yamaha      |           |      |
| Ret  | Henk van Kessel        | Bridgestone | Ret       |      |
| Ret  | Rolf Minhoff           | Maico       | Ret       |      |
| Ret  | Herbert Rittberger     | Yamaha      | Ret       |      |
| Ret  | Cees van Dongen        | Yamaha      | Ret       |      |

## Resultados 50cc
En 50cc, Jamathi todavía tenía problemas importantes en las sesiones de entrenamiento. La máquina de Jan Bruins fueron 20 segundos más lento que el año anterior. Gerhard Thurow obtuvo la pole, pero los favoritos no estaban en la primera fila, que fue ocupada por Rudolf Kunz, Julien van Zeebroeck y Herbert Rittberger. Jan Bruins lo hizo aún mejor con Jamathi en el quinto lugar que Henk van Kessel. Van Kessel comenzó bien y acabó un segundo por detrás de Thurow. Van Kessel logró pasar a Thurow en la cuarta vuelta, pero inmediatamente se retiró. Van Kessel no se dio cuenta de que había llegado la última ronda y dejó que Thurow se escapara. No pudo conseguirlo en los últimos metros. Thurow ganó, van Kessel quedó en segundo lugar y Kunz quedó en tercer lugar después de haber ocupado esa posición durante toda la carrera sin ser amenazado.
| Pos. | Piloto               | Moto              | Tiempo    | Pts. |
| ---- | -------------------- | ----------------- | --------- | ---- |
| 1    | Gerhard Thurow       | Kreidler          | 26' 11" 6 | 15   |
| 2    | Henk van Kessel      | Van Veen-Kreidler | +1" 8     | 12   |
| 3    | Rudolf Kunz          | Kreidler          | +40" 4    | 10   |
| 4    | Julien van Zeebroeck | Van Veen-Kreidler | +1' 05" 1 | 8    |
| 5    | Jan Huberts          | Kreidler          | +1' 07" 8 | 6    |
| 6    | Cees van Dongen      | Kreidler          | +1' 16" 5 | 5    |
| 7    | Jan Bruins           | Jamathi           | +1' 17" 4 | 4    |
| 8    | Herbert Rittberger   | Kreidler          | +1' 24" 8 | 3    |
| 9    | Stefan Dörflinger    | Kreidler          | +1' 59" 5 | 2    |
| 10   | Ulrich Graf          | Kreidler          | +1' 59" 9 | 1    |
| 11   | Hans-Jürgen Hummel   | Kreidler          |           |      |
| 12   | Otello Buscherini    | Malanca           |           |      |
| 13   | Jürgen Röller        | Kreidler          |           |      |
| 14   | Pierre Audry         | ABF               |           |      |
| 15   | Armando López        | Derbi             |           |      |
| 16   | Kasimir Rapcynski    | Kreidler          |           |      |
| 17   | Nigel Stone          | Jamathi           |           |      |
| 18   | Ingo Emmerich        | Kreidler          |           |      |
| 19   | Terrence Keane       | Kreidler          |           |      |
| 20   | Guy Muyters          | Kreidler          |           |      |
| 21   | Pentti Salonen       | Puch              | 1 Vuelta  |      |
| 22   | Pierre Macin         | Derbi             | 1 Vuelta  |      |
| 23   | Jerôme van Haeltert  | Kreidler          | 1 Vuelta  |      |
| 24   | André Duchene        | Derbi             | 1 Vuelta  |      |
| Ret  | Harald Bartol        | Kreidler          | Ret       |      |
| Ret  | Theo Timmer          | Jamathi           | Ret       |      |